# Stenotritus nigrescens
Stenotritus nigrescens är en biart som först beskrevs av Heinrich Friese 1924.  Stenotritus nigrescens ingår i släktet Stenotritus och familjen Stenotritidae. Inga underarter finns listade i Catalogue of Life.